# Tomek Baran
Tomek Baran (ur. 1985 w Stalowej Woli) – polski malarz. Związany z Galerią Le Guern. Mieszka i pracuje w Krakowie. W latach 2005–2010 studiował na Akademii Sztuk Pięknych w Krakowie na Wydziale Malarstwa. W 2008 roku zadebiutował w Galerii F.a.i.t. podczas Akcji Rewaloryzacji Abstrakcji.

## Działalność artystyczna

### Twórczość
Tomek Baran zajmuje się malarstwem abstrakcyjnym wywodzącym się z minimalizmu. W malarstwie korzysta z farb przemysłowych, sprejów, lakierów lub farb do pokrywania karoserii samochodowych. Maluje na płótnie naciągniętym na krzywoliniowych blejtramach. Ten zabieg powoduje, że jego obrazy mają formę obiektów.

### Wystawy

#### Wystawy indywidualne
2022
- Dotknij jej szyi i sprawdź, ile ma BPM, Galeria Pani Domu, Poznań (z Łukaszem Podgurni)

2020
- Cavum Nigrum, F.A.I.T., Kraków

- Claustro, Galeria Le Guern, Warszawa
- W drodze do Jil-a (z Ola Korzelska) Jil, Warszawa

2019
- Matryca, Galeria Tło, Stalowa Wola

2018
- Black Mirror, Żak | Branicka, Berlin[4]

2017
- Malatura, (z Peterem Grzybowskim), Galeria Le Guern, Warszawa[5]

2016
- Heavy Metal, BWA Olsztyn, Olsztyn[6]

2015
- Spiegel im Spiegel, Centrum Aktywności Twórczej, Ustka[7]
- DOUBLE, Gallery Platan, Budapeszt (z Łukaszem Stokłosą)
- #808080, Galeria Le Guern, Warszawa[8]

2014
- Minimum/ Maximum, Austriackie Forum Kultury (z Lotte Lyon), Warszawa[9]

2013
- Xanax, Strabag Artlounge, Wiedeń[10]

2012
- Minus malarstwo, Galeria Le Guern, Warszawa[11]
- Światło/czułe, Bunkier Sztuki, Kraków[12]
- Wdech, Galeria MD_S, Wrocław

2011
- Pijackie piosenki, Galeria AS, Kraków[13]

2010
- Tomek Baran, Galeria Delikatesy, Kraków[14]

2009
- Pan Baran maluje mural, interwencja w mieszkaniu prywatnym, Kraków[14]
- Wystawa I, Akcja Rewaloryzacji Abstrakcji, Galeria F.A.I.T., Kraków[14]

#### Wystawy zbiorowe
2021
- m jak młodość, Państwowa Galeria Sztuki, Sopot

- Disco da parto, Fundacja Razem Pamoja, Kraków
- Fryz I Emblemat. Praktyczny przewodnik nowych form plastycznych w polskich szkołach, Fundacja Razem Pamoja, Dzielna 5, Warszawa

2020
- Zweizimmerwohnung, secret location, Berlin
- Unknown, galeria UFO, Kraków
- SSSSSS, galeria Olympia, Kraków
- Czas i piana, galeria ASP Kraków
- 6. Doroczny plener ducha w Woli Wyżnej i Niżnej

2019 
- Nazywam się czerwień, Państwowa Galeria Sztuki, Sopot

- Sztuka | Tożsamość. 100 lat polskiej architektury, dwany hotel Cracovia, Kraków

2018
- Trójwymiar, Muzeum Regionalne, Stalowa Wola[15][16]

2017
- Przechwałki I pogróżki, Trafostacja Centrum Sztuki Współczesnej, Szczecin[17][18]
- Kioskarze. Pierwsza wystawa, jaką w życiu zobaczyłem, Pl. Teodora Axentowicza, Kraków
- Co z tą abstrakcją?, Fundacja Stefana Gierowskiego, Warszawa[19]
- Minimal Impulse, Balzer Projects, Bazylea[20]

2016
- Interior, Galeria Le Guern, Warszawa[21]

- Contemporary Art From Poland, Europejski Bank Centralny, Frankfurt nad Menem[22]
- XVI Międzynarodowe Triennale Malarstwa ‘Nomadic Images’, Wilno; A pudding that endless screw agglomerates, Instytut Polski, Berlin[23]

2015
- Artyści z Krakowa. Generacja 1980–1990, MOCAK, Kraków[24]
- Česko – polské hvězdy, Galeria Miroslava Kubika, Litomyśl[25]
- Kiedy ludzie krążą po mieście, Telpod, Kraków[26]
- Czysta Formalność, Galeria Labirynt, Lublin[27][28]
- For Me, Abstraction is Real, Boccanera Gallery, Trento[29]

2014
- Abstract Hooligans, Galeria F.A.I.T., Kraków[30]
- Zimne, ciepłe i nieludzkie, BWA Sokół, Nowy Sącz[31][32]
- Co widać. Polska sztuka dzisiaj, Muzeum Sztuki Nowoczesnej, Warszawa[33]
- Tomek Baran, Bartosz Kokosiński, Monika Smylas, allerArt, Bludenz

2013
- Positive/Negative, Centralny Dom Artysty, Moskwa
- Clouds on nails, Galeria Knoll, Wiedeń[34]
- Scope, Galeria Knoll, Budapeszt[35]
- The Rest of the World, Ural Vision Gallery, Jekaterynburg[36]
- Przekroczenie, Galeria Szara Kamienica, Kraków[37]
- Mleczne Zęby, Galeria Sztuki Współczesnej BWA, Katowice[38]

2012
- Scope, Galeria Knoll, Wiedeń[39]
- Likwidacja, Bunkier Sztuki, Kraków
- Przekroczenie I, ODA, Piotrków Trybunalski
- Recykliści, Galeria AS, Kraków
- Strabag Artaward International, Wiedeń
- Je abstrakter die Kunst wird, desto mehr wird sie Kunst, Bestregarts, Frankfurt nad Menem[40]

2011
- 40. Biennale Malarstwa Bielska Jesień, BWA Bielsko-Biała[41]
- 10. Konkurs im. Eugeniusza Gepperta, Co robi malarz?, BWA Wrocław[42];

2010
- Najlepsze dyplomy Akademii Sztuk Pięknych 2010, Gdańsk[43]
- Chopin w mieście, działania w przestrzeni miejskiej, Krakowskie Biuro Festiwalowe, Kraków[44]

2009
- Jeune Creation Europeenne, Montrouge[45]

2008
- Półmetek, Otwarta Pracownia, Kraków[46]

### Rezydencje artystyczne
- 2019 Haiti, Fundacja Razem Pamoja
- 2015 4th Litomyšl Symposium, Czechy[47]
- 2012 Strabag Art Lounge, Wiedeń
- 2010 Mountrouge, Francja

### Nagrody i stypendia
- 2016 stypendium Ministerstwa Kultury i Dziedzictwa Narodowego Młoda Polska[48]
- 2012 międzynarodowa nagroda Strabag Artaward[49]
- 2011 wyróżnienie czasopisma Art&Business na 10. Konkursie im. Eugeniusza Gepperta we Wrocławiu[42]

### Kolekcje instytucjonalne
- Muzeum Narodowe, Gdańsk
- Fundacja Sztuki Polskiej ING[50]
- Strabag SE, Austria
- Bunkier Sztuki, Kraków[51]
- Kolekcja mBanku „M jak malarstwo”